# Армяно-израильские отношения
Израильско-армянские отношения — настоящие и исторические дипломатические двусторонние политические, культурные, экономические, военные и другие связи между Арменией и Израилем.
В период с 1993 по 2007 год Израиль был представлен в Армении через своё посольство в Грузии. В 1996 году г-н Цолак Момджян был назначен почётным консулом Армении в Иерусалиме. С 2007 года представительство Израиля в Армении было перенесено в Иерусалим, а с октября 2010 года Шмуэль Мейром был назначен послом Израиля в Армении. В 2012 году Армен Мелконян был назначен послом Армении в Израиле, с местом работы в Каире. В октябре 2012 года Чрезвычайный и полномочный посол Республики Армения в Израиле г-н Армен Мелконян представил свои верительные грамоты израильскому президенту Шимону Пересу.

## Дипломатические отношения

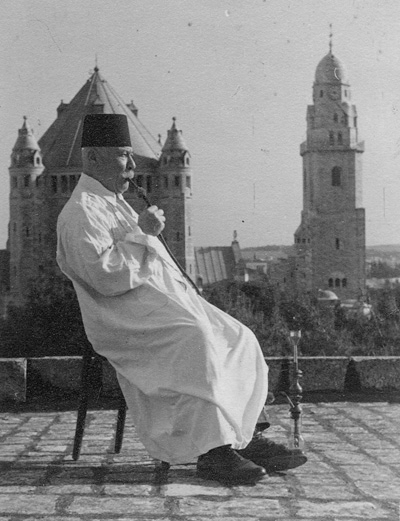
Армянский священник в Израиле

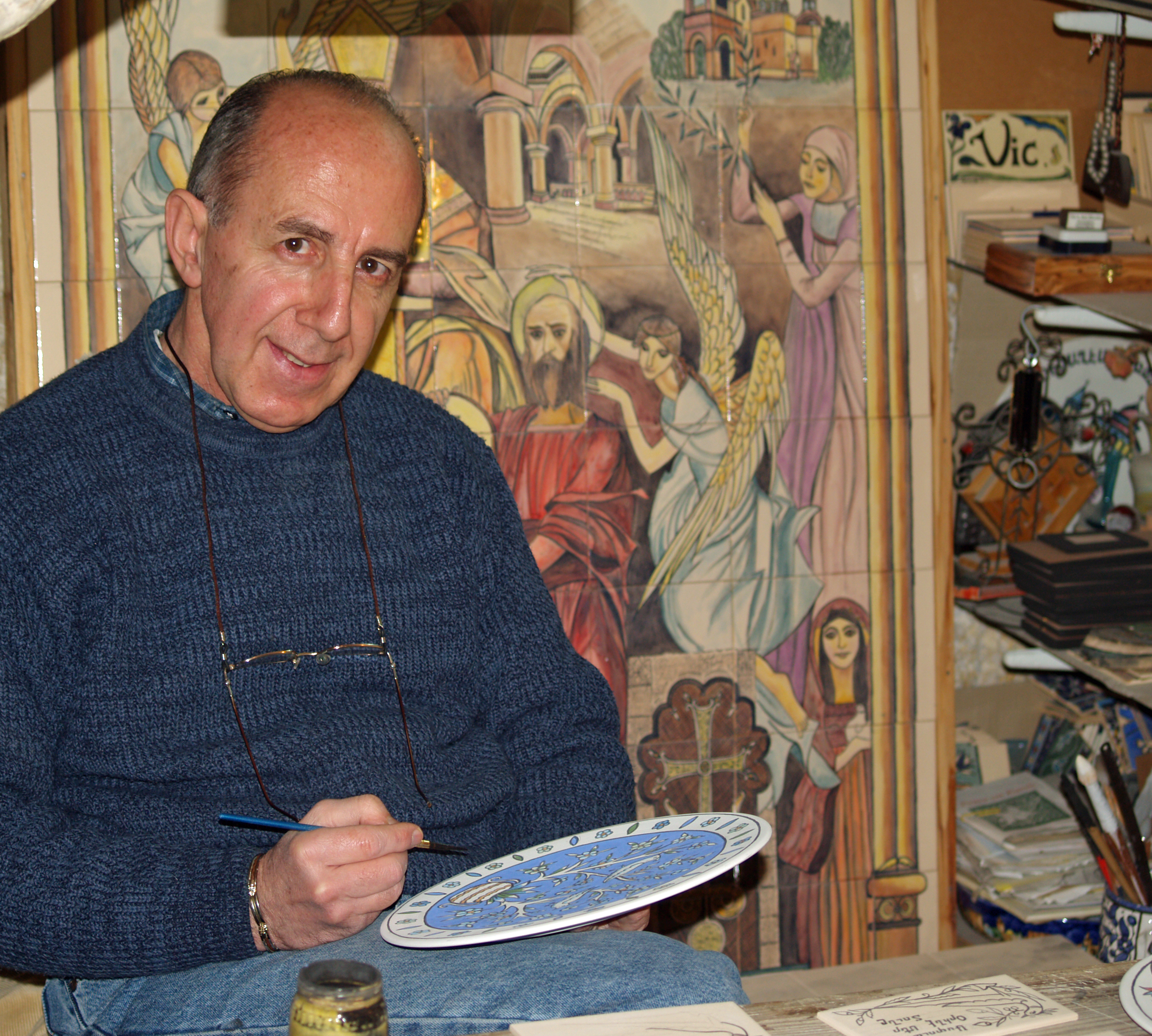
Армянский керамист в Иерусалиме

Израиль и Армения установили дипломатические отношения с того момента, как последняя провозгласила независимость от Советского Союза в 1991 году. С 1993 по 2007 годы посол Армении в Израиле работал из Грузии, несмотря на то, что Цолак Момджян был назначен почётным консулом Армении в Иерусалиме в 1996 году. Посольство затем было перенесено в Иерусалим.
За последние годы прошли несколько официальных визитов армянского руководства в Израиль на высшем уровне. В январе 2000 года армянский президент Роберт Кочарян прибыл в Израиль и встретился с высокопоставленными израильскими официальными лицами, включая бывшего израильского премьер-министр Эхуда Барака. Обе стороны договорились укреплять отношения и подписали соглашение о здравоохранении и двусторонних инвестициях. В 2003 году Католикос всех армян Гарегин II посетил Йону Мецгера, в то время главного ашкеназского раввина Израиля; в свою очередь Мецгер принял приглашение Гарегина II посетить Армению с ответным визитом, визит прошёл в 2005 году, включая посещение Цицернакаберд (Мемориал Геноцида армян в Ереване). Этим поступком он формально признал Геноцид армян как исторический факт.
В 2014 году израильский посол в Армении (с резиденцией в Иерусалиме) Шмуэль Мейром заявил, что Израиль хочет вскоре ввести безвизовый режим с Арменией, что коснётся обладателей дипломатических паспортов.
В сентябре 2017 года Армению посетила израильская группа израильско-армянской парламентской дружбы под руководством вице-спикера Кнессета Тали Плосковой. Группа встретилась с главой армянского МИД Эдвардом Налбандяном и обсудила вопросы двусторонних отношений, развития деловых связей, заключения двусторонних соглашений. Кроме того, обсуждался вопрос об установлении безвизового режима для держателей общегражданских паспортов обеих стран (в настоящее время можно оформить визу по прибытии или электронную визу онлайн). Обсуждались и вопросы признания Израилем Геноцида армян.
9 сентября 2019 года посол Израиля в Армении Элиав Белоцерковский посетил мемориальный комплекс «Цицернакаберд» и возложил цветы к вечному огню, почтив память жертв Геноцида 1915 года. Новый посол Израиля вручил президенту республики Армену Саркисяну свои верительные грамоты. В ходе беседы с Арменом Сакрисяном дипломат заявил, что намерен на новой должности содействовать развитию армяно-израильских отношений.
В сентябре 2019 года стало известно о намерении Армении открыть своё посольство в Иерусалиме. Приказ о назначении посланника в Израиль армянский президент Саркисян подписал 25 февраля 2020 года, ратифицируя таким образом решение правительства от сентября 2019 года. Посольство Армении будет тем не менее открыто в Тель-Авиве. До этого момента страна была представлена в Израиле послом-нерезидентом, работающим из Еревана.
Отношения между двумя странами сильно ухудшились в конце сентября 2020 года из-за начала Второй Карабахской войны, в которой Израиль поддерживал Азербайджан. Из-за того, что Азербайджан применял оружие израильского производства по армянским войскам, Армения отозвала своего посла в Израиле. Президент Республики Арцах Араик Арутюнян обвинил Израиль в соучастии в «геноциде».

## Экономические отношения
Армения получала поддержку от Израиля с момента провозглашения своей независимости, и до сегодняшнего дня остаётся одним из его торговых партнёров. Согласно Всемирной книге фактов ЦРУ, Армения получает 4,8 % всего импорта из Израиля, а Израиль получает 7,1 % армянского экспорта.
В 2005 году наблюдался пик товарооборота между странами — $103 млн, из которых $101 млн пришёлся на необработанные алмазы. В 2019 году товарооборот между странами не превысил $60 млн. По состоянию на 2019 год примерно 500 туристов из Армении посещали Израиль ежегодно.